# Lost in Kiev
Lost in Kiev ist eine französische Post-Rock-Band, die im Jahr 2007 gegründet wurde und nach mehreren Besetzungswechseln nunmehr seit 2011 in der aktuellen Formation auftritt. Als Einflüsse gelten Red Sparowes, Explosions in the Sky, Russian Circles, Maybeshewill und Mogwai.

## Diskografie

### Alben
- 2012: Motions
- 2016: Nuit Noire
- 2019: Persona
- 2022: Rupture

### EPs
- 2013: Lost in Kiev & Zero Absolu (Split-EP)

### Singles
- 2010: Hopes, Fights & Disillusions